# Erateina rosina
Erateina rosina là một loài bướm đêm trong họ Geometridae.